# Geoffroy Camus de Pontcarré
Pour les articles homonymes, voir Camus de Pontcarré, Camus et Pontcarré.
Geoffroy Camus (1539-1626), seigneur de Pontcarré et de Torcy, est un magistrat français, conseiller au Parlement.

## Biographie
Il accompagna Henri III aux États de Blois, s'efforça de le dissuader d'assassiner Henri de Guise, tenta dès 1585 de rapprocher Henri III et le roi de Navarre (Henri III de Navarre, futur Henri IV), pacifia la Provence agitée par la rivalité de La Valette et d'Épernon, et fut en récompense nommé par Henri IV premier président du parlement de Provence.
En 1576, Geoffroy Camus reçoit le château et les terres de Torcy par engagement du roi contre la somme de 17 020 livres.
Il épouse Jeanne Sanguin de Livry, fille de Jacques et de Barbe de Thou, sœur du grand magistrat Christophe de Thou.
De leur union sont issus:
- Geoffroy II Camus décédé en 1596 à 22 ans, et dont les cendres sont rapportées à l’église de Pontcarré

- Antoinette Camus épouse en 1594[2] Gilles Aleaume, sieur de Verneuil, président et lieutenant général au bailliage et siège présidial d'Orléans

- Nicolas II Camus de Pontcarré épouse en 1613[3] Marie Le Prévost

- Jacques Camus de Pontcarré (1587 ou 1584-1650), évêque de Séez 1614-1650
- Anne Camus de Pontcarré épouse en 1611 Elie Laisné de la Marguerie (vers 1585-1656), conseiller au parlement de Paris, maître des requêtes 1617-, premier président au parlement d'Aix 1632-1635, membre de la compagnie du Saint-Sacrement
- Jeanne, abbesse de Saint-Antoine des Champs à la suite de sa grand-tante Anne de Thou